# Lijst van Nigeriaanse autosnelwegen

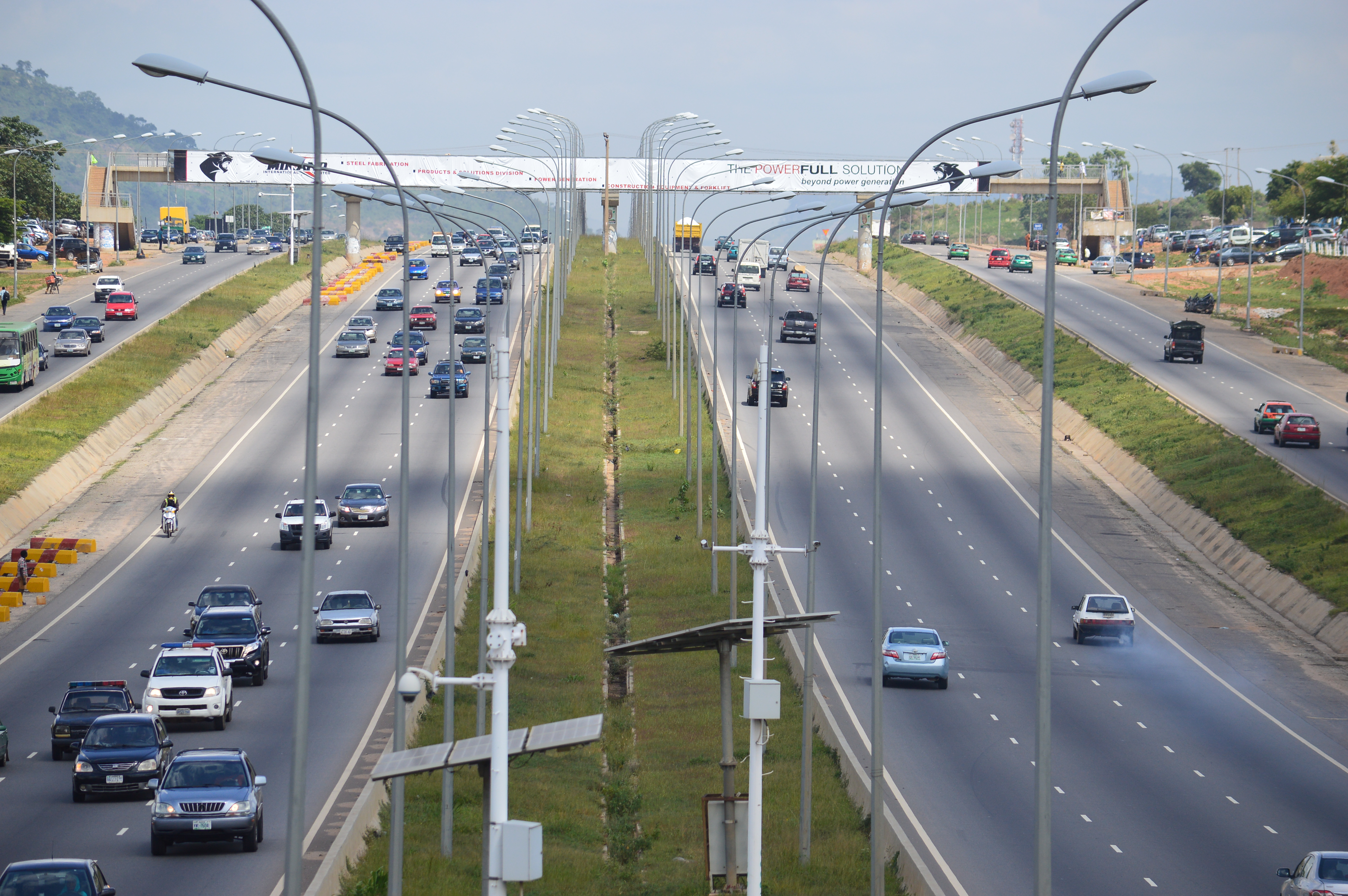
Autosnelweg in Abuja

Hieronder volgt een lijst van autosnelwegen (expressway) in Nigeria:
- Nnamdi Azikiwe Expressway – Een ringweg om Abuja[1]
- Umaru Musa Yar'adua Expressway – Een weg tussen Abuja en de luchthaven van Abuja, van twee keer vijf rijstroken over een afstand van 37,5 kilometer.[2]
- Lagos–Ibadan Expressway of  E1 – Een weg van 127 kilometer tussen Lagos en Ibadan. De weg werd geopend in augustus 1978 en loopt parallel met de A1. Delen van de weg worden heraangelegd.[3][4]
- Eko Bridge – Een vier kilometer lange snelwegbrug in Lagos in het verlengde van de A1.
- Ikorodu Road – Een dertien kilometer lange weg  tussen Lagos en de A1.
- Third Mainland Bridge – Een zestien kilometer lange snelwegbrug in Lagos in het verlengde van de Lagos-Ibadan Expressway.
- Lagos–Badagry Expressway – Een weg tussen Lagos en Badagry, die in de eerste kilometers rond Lagos een snelweg is, met  twee keer vijf rijstroken.[5]
- Apapa–Oworonshiki  Expressway of  F265 – Een weg van twee keer drie rijstroken die Apapa met Somolu verbindt via Surulere en Mushin in Lagos.[6][7]